# Gerichtsbezirk Waizenkirchen
Der Gerichtsbezirk Waizenkirchen war ein dem Bezirksgericht Waizenkirchen unterstehender Gerichtsbezirk im politischen Bezirk Eferding (Bundesland Oberösterreich). Der Gerichtsbezirk wurde 1923 aufgelöst und das Gebiet des Gerichtsbezirks den Gerichtsbezirken Eferding, Grieskirchen und Peuerbach zugeteilt.

## Geschichte
Der Gerichtsbezirk Waizenkirchen wurde gemeinsam mit 46 anderen Gerichtsbezirken in Oberösterreich durch einen Erlass des k.k. Oberlandesgerichtes Linz am 4. Juli 1850 geschaffen und umfasste ursprünglich die 15 Steuergemeinden Dachsberg, Fürneredt, Gallham, Grub, Haus, Königsdorf, Lengau, Manzing, Michaelnbach, Pernau, St. Agatha, Sankt Marien, St. Thomas, Waizenkirchen und Weidenholz.
Der Gerichtsbezirk bildete im Zuge der Trennung der politischen von der judikativen Verwaltung
ab 1868 gemeinsam mit den Gerichtsbezirken Wels, Eferding, Grieskirchen und Lambach den Bezirk Wels.
1882 wurde aus Teilen der Gemeinden Waizenkirchen, Eschenau und Bruck-Waasen die Ortsgemeinde Heiligenberg gebildet, die ebenfalls dem Gerichtsbezirk Waizenkirchen unterstellt wurde. Hierfür musste der Gerichtsbezirk Peuerbach Teile der Gemeinden Eschenau und Bruck-Waasen an den Gerichtsbezirk Waizenkirchen abtreten.
1907 wurde aus dem Gerichtsbezirk Waizenkirchen gemeinsam mit dem Gerichtsbezirk Eferding der Bezirk Eferding gebildet, wobei die Bezirkshauptmannschaft per 12. August 1907 ihre Tätigkeit aufnahm.
Der Gerichtsbezirk Waizenkirchen wurde jedoch bereits 1923 wieder aufgelöst, wobei von den ehemals 15 bzw. 16 Gemeinden nach diversen Gemeindezusammenlegungen nur noch sieben existierten. Im Zuge der Auflösung des Gerichtsbezirks Waizenkirchen wurden die Gemeinden Prambachkirchen und St. Marienkirchen an der Polsenz dem Gerichtsbezirk Eferding, die Gemeinden Michaelnbach und St. Thomas dem Gerichtsbezirk Grieskirchen sowie die Gemeinden Heiligenberg, St. Agatha und Waizenkirchen dem Gerichtsbezirk Peuerbach zugeschlagen.
Gleichzeitig wurden die den Gerichtsbezirken Grieskirchen und Peuerbach zugeschlagenen Gemeinden auch aus dem Bezirk Eferding herausgelöst und dem Bezirk Grieskirchen zugewiesen.

## Gerichtssprengel
Der Gerichtssprengel umfasst zum Zeitpunkt der Auflösung 1923 die sieben Gemeinden Heiligenberg, Michaelnbach, Prambachkirchen, St. Agatha, St. Marienkirchen an der Polsenz, St. Thomas und Waizenkirchen.